# Дарлово
Дарлово (пољ. Darłowo) је град у Пољској у Војводству Западно Поморје у Повјату славенском. Према попису становништва из 2011. у граду је живело 14.442 становника.
.

## Становништво
Према прелиминарним подацима са пописа, у граду је 2011. живело 14.442 становника.
| 2002.  | 2011.  | 2012.  |
| ------ | ------ | ------ |
| 14.647 | 14.442 | 14.308 |

## Партнерски градови
- Saint-Doulchard